# Veddriq Leonardo
Veddriq Leonardo, né le 11 mars 1997, est un grimpeur indonésien spécialisé dans l'escalade de vitesse en compétition. Il remporte la médaille d'or de l'épreuve de vitesse masculine aux Jeux olympiques d'été de 2024, organisés à Paris.

## Carrière
Actuel recordman d'Asie de la discipline en 4,75 secondes, il a précédemment également détenu le record du monde, pendant environ un an à deux reprises : une première fois après l'avoir établi en remportant l'épreuve masculine d'escalade de vitesse en 5,20 secondes lors de la Coupe du monde d'escalade de 2021 à Salt Lake City (jusqu'à ce qu'il soit battu par son compatriote Kiromal Katibin le 6 mai 2022), puis à nouveau (en 4,90 secondes) lors de la Coupe du monde d'escalade de 2023 à Séoul, (jusqu'à ce qu'il soit battu en 4,798 secondes par l'Américain Sam Watson le 12 avril 2024).
Il a remporté les championnats d'Asie de 2019 et les Jeux mondiaux de 2022, à chaque fois contre son compatriote et ami Kiromal Katibin en finale.
En 2024, il remporte la médaille d'or à l'épreuve de vitesse des Jeux olympiques d'été de 2024 à Paris.